# Église Notre-Dame-de-la-Nativité d'Habloville
L'église Notre-Dame-de-la-Nativité est une église catholique située à Habloville, en France.

## Localisation
L'église est située dans le département français de l'Orne, à Habloville.

## Historique
Un édifice était présent antérieurement, dès le XIe siècle .
L'édifice actuel est daté du XIIIe siècle du fait de la prospérité du village, situé sur les routes du pèlerinage de Saint-Jacques-de-Compostelle et du Mont-Saint-Michel.
Des chapelles sont édifiées au XVe siècle.
L'édifice est inscrit au titre des monuments historiques depuis le 23 octobre 1972.

## Architecture
L'église possède un chevet plat et une tour-porche. Un grand retable du tout début du XVIIIe orne le chevet.